# شیشه‌ماهیان
شیشه‌ماهیان (Atherinidae) یا سیمین‌پهلوهای بَرّ قدیم خانواده‌ای از ماهیان راسته گل‌آذین‌ماهی‌سانان هستند.
شیشه‌ماهیان ماهی‌های طویل و تا حدودی از دو پهلو فشرده و نقره‌ای رنگ هستند که طول آن‌ها به ندرت از ۱۲ سانتی‌متر تجاوز می‌کند.
معمولاً دهان کوچک، مورب و انتهایی دارند، استخوان‌های پیش فکی دارای زائده بالا رونده با اندازه متغیر است، زائده جانبی آن وجود دارد، یا موجود نیست، قطعه راموس استخوان دندانی از سمت عقب برامده‌است، یا اینکه از بخش قدامی آرواره پایین ناپیدا است (شکل استخوان پیش فکی در آرواره بالا و استخوان دندانی در آرواره پایین در بعضی از گونه‌ها نسبتاً اختصاصی است و می‌توان آن را به عنوان یک ویژگی تشخیصی برای شناسایی بعضی از گونه‌ها استفاده کرد. برای مشاهده این استخوان‌ها به‌طور واضح توصیه می‌شود که پوست آرواره‌های بالا و پایین را تراشیده و از یک ذره بین برای مشاهده آن‌ها استفاده شود)
قابلیت بیرون زدن آرواره‌ها متغیر است، دندان‌ها بر روی آرواره‌ها، کام، پرویز نی یا سمت خارجی دهان وجود دارند یا مشاهده نمی‌شوند.
- خارهای آبششی از حالت کوتاه و کلفت تا طویل و باریک متغیر بوده و تعداد آن‌ها نیز بر روی لبه پایینی اولین کمان آبششی از کم تا زیاد(۱۰تا۲۶ عدد) متفاوت است.
- باله پشتی از هم مجزا بوده و با فاصله نسبت به یکدیگر قرار گرفته‌اند. باله پشتی اول دارای تعداد متغیری خار کوچک و انعطاف‌پذیر است که از جلو یا پشت خط عمودی که از نوک باله‌های لگنی می‌گذرد، شروع می‌شوندودومین باله پشتی و باله مخرجی یک خار ضعیف، یک شعاع فاقد شاخه و تعداد متغیری شعاع‌های شاخه شاخه دارند.
- باله مخرجی همواره کمی جلوتر از دومین باله پشتی قرار می‌گیرد.
- باله سینه‌ای در قسمت بالای بدن قرار می‌گیردو مستقیماً از پشت لبه خلفی سرپوش آبششی شروع می‌شود. خارهای این باله‌ها بسیار تحلیل رفته و اولین شعاع آن‌ها ضخیم‌تر از بقیه‌است.
- باله لگنی دارای یک خار و ۵ شعاع است
- باله دمی تا حدی حالت دو شاخه دارد.
- مخرج در جلوی نوک باله‌های لگنی یا پشت آن قرار دارد.
- خط جانبی وجود ندارد.
- فلس‌ها دایره‌ای و تا حدی بزرگ هستند. معمولاً فلس‌های ناحیه میانی پهلوها دارای یک منفذ یا حفره هستند، غالباً فلس‌های پهلویی ناحیه لگنی وجود دارند.

رنگ: در هنگام زنده بودن پشت آن‌ها آبی سبز، سبز یا زیتونی است. قسمت‌های بالای خط میانی پهلوها شفاف بوده و فلس‌هایی دارد که خط و مرز آن‌ها توسط سلول‌های رنگی کوچک به خوبی مشخص می‌شود.
دو طرف سر و بدن و همچنین شکم به رنگ نقره‌ای است، معمولاً نوار ناحیه میانی پهلوها متمایز است و از مرز فوقانی باله سینه‌ای تا باله دمی امتداد دارد، اما گاهی اوقات با شکم نقره‌ای در سمت قدامی در هم می‌آمیزد.
باله‌ها روشن یا تیره هستند، در بعضی از گونه‌ها یک خال بر روی باله‌های سینه‌ای مشاهده می‌شود.
محققان قبلی این خانواده را با کفال‌ها و کوترماهیان در یک گروه قرار می‌دادند اما امروزه اعتقاد بسیاری این است که آن‌ها ارتباط نزدیکی با کپور ماهیان دندان دار، پوسیلی ایدها و نیم منقار داران دارند.
گونه موجود در ایران:Atherina boyeri Risso: پراکنش در حوضه دریای خزر، بیشینه درازا و وزن به ترتیب ۱۴ سانتی‌متر و ۱۵ گرم